# Flabellina trophina
Flabellina trophina är en snäckart som först beskrevs av Bergh 1894.  Flabellina trophina ingår i släktet Flabellina och familjen Flabellinidae. Inga underarter finns listade i Catalogue of Life.

## Bildgalleri

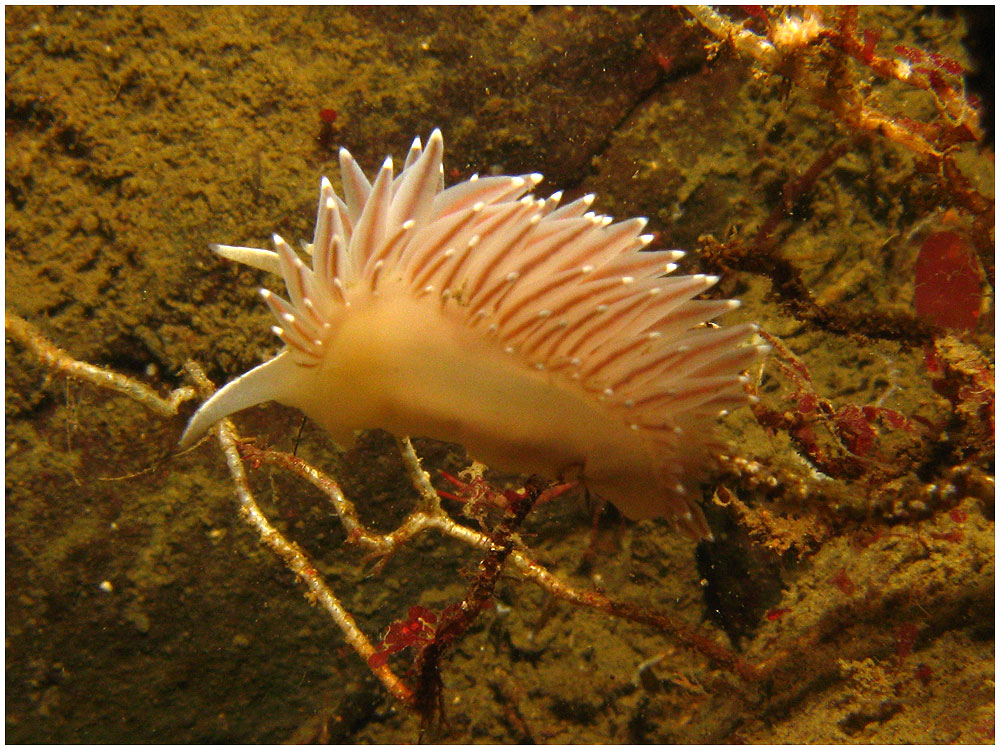